# كازوكو إيكيدا
كازوكو إيكيدا (باليابانية: 池田和子) هي متزحلقة يابانية، ولدت في 1974.

## وصلات خارجية
- كازوكو إيكيدا على موقع الاتحاد الدولي للتزلج (التزلج على المنحدرات الثلجية) (الإنجليزية)
- كازوكو إيكيدا على موقع أوليمبيديا (الإنجليزية)